# Punce Nali
Punce Nali is een bestuurslaag in het regentschap Aceh Tenggara van de provincie Atjeh, Indonesië. Punce Nali telt 117 inwoners (volkstelling 2010).